# Ferrovia San Pietro del Carso-Fiume
La ferrovia San Pietro del Carso–Fiume è una linea ferroviaria internazionale che collega San Pietro del Carso (in sloveno Pivka), in Slovenia, al porto di Fiume (in croato Rijeka), in Croazia.

## Storia
Fu costruita dall'austriaca Imperial regia privilegiata Società delle Ferrovie meridionali e fu aperta all'esercizio il 25 giugno 1873.
Al termine della prima guerra mondiale, sulla base degli spostamenti di confine determinati dal trattato di Saint-Germain e dal Trattato di Rapallo, la linea entrò a far parte del territorio del Regno d'Italia e fu esercita dalle Ferrovie dello Stato (FS). Fece eccezione il tratto nei pressi di Fiume, a quel tempo soggetto a dispute territoriali fra l'Italia e il Regno dei Serbi, dei Croati e degli Sloveni. Fino al 1924 questo tratto fece parte dello Stato libero di Fiume; successivamente a tale data, con l'annessione della città allo stato italiano, la stazione cittadina divenne scalo internazionale di confine fra la rete italiana e quella jugoslava.
Con i Trattati di Parigi (1947) la linea entrò a far parte interamente del territorio jugoslavo e fu quindi esercitata dalle ferrovie statali del paese balcanico (JŽ). Peraltro, pur snodandosi per la maggior parte nel territorio della Croazia, fu gestita dall'Azienda ferroviaria di Lubiana.
Nel 1991, con le dichiarazioni di indipendenza della Slovenia e della Croazia, la linea fu divisa tra i due stati all'altezza di Bucovizza Piccola. La gestione passò alle rispettive società ferroviarie statali, la Slovenske železnice per la Slovenia e la Hrvatske željeznice per la Croazia. Da quella data la stazione di Sappiane è stazione di confine fra le due reti.

## Caratteristiche
La linea è una ferrovia a binario semplice e a scartamento ordinario da 1435 mm. La strada ferrata è stata elettrificata a 3000 volt in corrente continua nel 1936 dalle Ferrovie dello Stato Italiane. Nel dicembre 2012 il tratto da Šapjane a Fiume è stato elettrificato a 25 kV 50 Hz Ca dalle Ferrovie Croate.

### Percorso
|  | Unknown route-map component "STR+l" | Unknown route-map component "CONTfq" |

| Station on track |

| Unknown route-map component "CONTgq" | Unknown route-map component "ABZgr" |  |

| Stop on track |

| Enter and exit short tunnel |

| Stop on track |

| Station on track |

| Unknown route-map component "tSTRa@f" |

| Unknown route-map component "tSTR" + Unknown route-map component "GRZq" + Unknown route-map component "lZOLL" |

| Unknown route-map component "tSTRe@g" |

| Unknown route-map component "BHF+GRZq" |

| Stop on track |

| Stop on track |

| Station on track |

| Stop on track |

| Stop on track |

| Station on track |

| Unknown route-map component "exGRZq" + Unknown route-map component "eZOLL" |

| Stop on track |

| Unknown route-map component "KINTa" | Straight track |  |

| Unknown route-map component "KRWgl+l" | Unknown route-map component "KRWgr+r" |  |

| Unknown route-map component "ENDExe" | Station on track |  |

| Unknown route-map component "exhKRZWae" + Unknown route-map component "exlZOLL" | Unknown route-map component "hKRZWae" + Unknown route-map component "exlZOLL" |  |

| Unknown route-map component "exSTR" | Enter and exit tunnel |  |

| Unknown route-map component "KINTxa" | Unknown route-map component "ABZg+l" + Unknown route-map component "PORTALl" | Unknown route-map component "tSTR+r" |

| Unknown route-map component "tSTRla" | Unknown route-map component "KRZt" | Unknown route-map component "tSTRr" |

| Station on track |

| Continuation forward |